# Gua (chimpanzé)
Pour les articles homonymes, voir Gua.
Gua (1930-1933) est un chimpanzé élevé comme un enfant par les scientifiques Luella et Winthrop Kellogg aux côtés de leur fils Donald. Gua a été le premier chimpanzé à être utilisé dans une étude d'élevage croisé aux États-Unis.

## Biographie
Gua est née le 15 novembre 1930 à La Havane, à Cuba. Elle a été donnée, avec sa mère, Pati, et son père, Jack, à l'ancien Orange Park, en Floride, site du Yerkes Regional Primate Research Center, par Pierre Abreu le 13 mai 1931 après la mort de sa mère, Madame Rosalía Abreu.
Gua a été amené chez les Kellogg à l'âge de 7 mois et demi, et élevé avec leur fils Donald, âgé de 10 mois à l'époque et considéré comme cas contrôle. Pendant neuf mois, les Kellogg ont élevé les deux enfants comme « frère et sœur », et ont enregistré de manière exhaustive le développement du chimpanzé et de l'enfant humain. À environ un an, Gua était souvent en avance sur Donald dans des tâches comme la réponse à des ordres simples ou l'utilisation d'une tasse et d'une cuillère. Parmi les légères différences entre eux, on peut citer la reconnaissance des personnes. Gua reconnaissait les gens à leurs vêtements et à leur odeur, tandis que Donald les reconnaissait à leur visage.
La différence principale concernait le langage. Donald avait environ 16 mois et Gua un peu plus d'un an quand ils ont passé un test de langage. Gua ne put pas parler, mais Donald put former des mots. Les Kellog remarquèrent que Gua n'est jamais passée par une phase de babillage à la différence du bébé. Le 28 mars 1932, neuf mois après le début de l'expérience, les Kellogg y mirent officiellement fin car, selon le journal The Psychological Record, Donald commençait à imiter les sons de Gua et que son vocabulaire était trop pauvre pour son âge. Gua fut renvoyée au centre pour primates de Robert Yerkes en Floride, où elle fit l'objet de nouvelles études par Ada, la femme de Yerkes. 
Gua est morte d'une pneumonie le 21 décembre 1933, moins d'un an après avoir quitté la famille Kellogg et peu après ses trois ans. 
La différence de morphologie n'est pas en cause dans cette incapacité de parler : il semblerait que les différentes espèces soient douées d'intelligences distinctes.

## Littérature
- Karen Joy Fowler (trad. de l'anglais par Karine Lalechère), Nos années sauvages [« We are all completely besides ourselves »], 10/18, 2017, 360 p. (ISBN 978-2-2640-6942-9)  — Roman inspiré de cette expérience.